# 蔣銘 (宣德進士)
蔣銘（1404年—？），字公紀，江西南安府大庾縣人，民籍，明朝政治人物。

## 生平
江西鄉試第二十四名舉人，宣德八年（1433年）中式癸丑科會試第三十六名，二甲第十一名進士。授南京工部虞衡司主事，升南京吏部驗封司郎中，出為澂江府知府。清介不阿，民不忍欺，致仕後仍以風節自持，非公事足跡不及公門。

## 家族
曾祖蔣存畊；祖父蔣福泰；父蔣文質。